# Servand i Germà de Cadis
Servand i Germà (Mèrida, Extremadura, últim quart del segle iii - San Fernando, Andalusia, c. 305) foren dos germans cristians, morts màrtirs durant les persecucions romanes. Són venerats com a sants per l'Església catòlica.

## Hagiografia
La tradició diu que eren dos germans d'Emerita Augusta (actual Mèrida). Foren decapitats, per no voler abjurar del cristianisme, cap al 305 al Conventus Gaditanus, a la rodalia de Cadis; la tradició assenyala com a lloc del martiri l'Ermita del Cerro de los Mártires a San Fernando.
Una tradició posterior, apòcrifa i sense fonament, els fa anacoretes a una ermita propera a Mérida, on feien vida eremítica i predicaven als que hi anaven. El prefecte Viator, enutjat per aquestes conversions, els va detenir i torturar, els va portar com a presos en el seu viatge a peu cap a Àfrica, i quan va arribar a Cadis, els va fer matar. Aquesta tradició en situa la mort el 290.
Una altra tradició, també inversemblant, els fa soldats de l'exèrcit romà i fills de sant Marcel el Centurió.

## Veneració
Hi ha proves del culte a ambdós a Cadis en dues inscripcions de 662 i 674. Avui són els sants patrons de Mèrida i Cadis (en foren proclamats el 1619), i copatrons de San Fernando. Els dos germans eren sebollits al lloc del martiri, però abans de l'època visigòtica se'n van traslladar les restes: les de Germà a Mèrida i les de Servand a Sevilla, a la catedral. A la catedral de Santander es venera un crani de Sant Servand.

## Referències

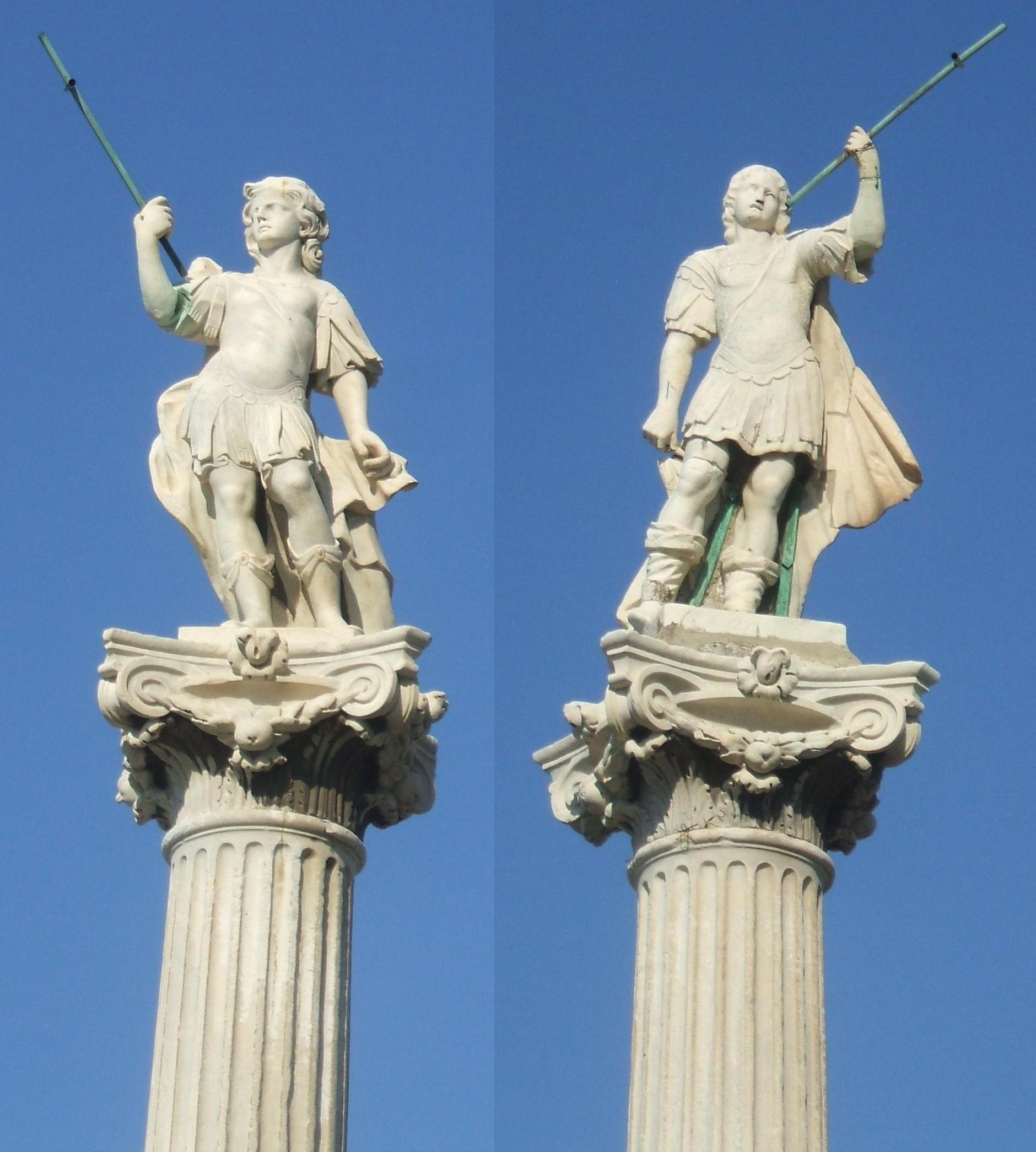
Estàtues dels dos sants a Cadis, 1887
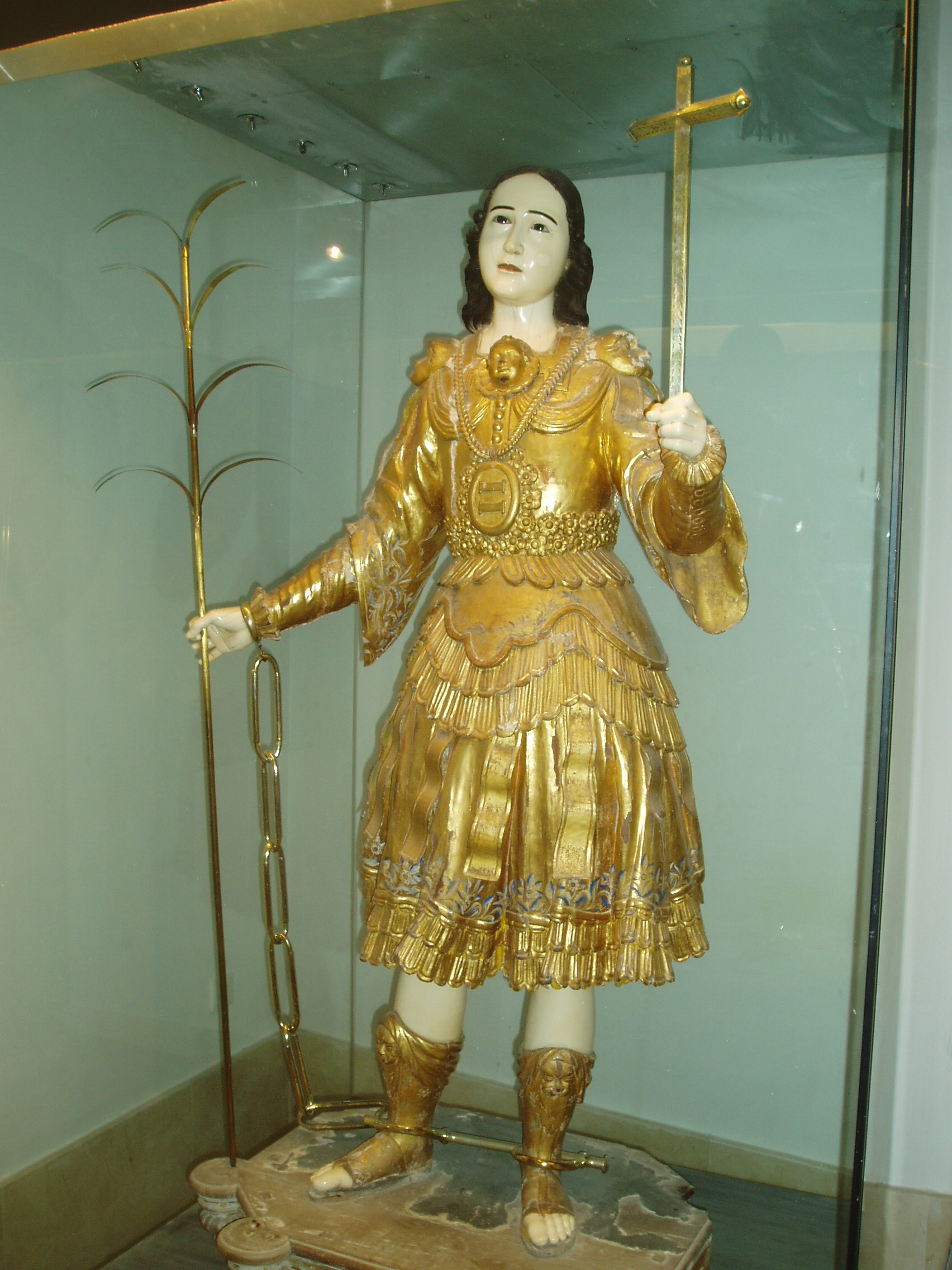
Escultura en or i ivori (Cadis, Museo Casa del Obispo), obra filipina del s. XIX
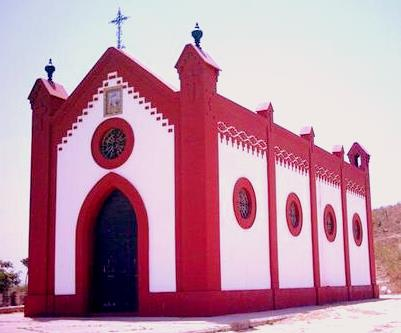
L'Ermita del Cerro, a San Fernando.